# Theatre of Tragedy
Theatre of Tragedy er et norsk band fra Stavanger originalt dannet i 1992, og er bedst kendt for deres tidlige udgivelser, som havde en stor indflydelse på gothic metal-genren. Bandet tager brug af kontrast vokaler – mandelig basvokal (nogle gang growl) og kvindelig sopransang (almindeligt refferet til begrebet "skønheden og udyret"-vokalen). Deres første tre albums præsenteret sangtekster skrevet i tidlig moderne engelsk. Theatre of Tragedys musikstil ændrede sig dog kraftigt, og begyndte at få inspirationer fra industrial rock genren, hvilket bevirkede de stoppede med at skrive i tidlig moderne engelsk, og droppede growl-vokalen i processen.

## Medlemmer

### Nuværende medlemmer
- Raymond István Rohonyi – Vokal
- Nell Sigland – Vokal
- Frank Claussen – Guitar
- Vegard K. Thorsen – Guitar
- Lorentz Aspen – Keyboard
- Hein Frode Hansen – Trommer

### Tidligere medlemmer
- Liv Kristine Espenæs Krull – Vokal
- Tommy Lindal – Guitar
- Tommy Olsson – Guitar
- Pål Bjåstad – Guitar
- Geir Flikkeid – Guitar
- Eirik T. Saltrø – Bas

## Diskografi

### Albums
- Theatre of Tragedy (1995)
- Velvet Darkness They Fear (1996)
- Aégis (1998)
- Musique (2000)
- Closure: Live (2001)
- Assembly (2002)
- Storm (2006)
- Forever is the World (2009)
- Last Curtain Call (Live-DVD) (2011)

### Singler og ep'er
- Theatre of Tragedy (Demo, 1994)
- A Hamlet For A Slothful Vassal (Single, 1996)
- Der Tanz Der Schatten (Single, 1996)
- A Rose for the Dead (EP, 1997)
- Cassandra (Single, 1998)
- Image (Single, 2000)
- Machine (Single, 2001)
- Inperspective (EP, 2000)
- Let You Down (Single, 2002)
- Envision (Single, 2002)
- Storm (Single, 2006)